# تسرونچوو
تسرونچوو (به صربی: Crvenčevo) یک منطقهٔ مسکونی در صربستان است که در پیروت واقع شده‌است. تسرونچوو ۱۳۵ نفر جمعیت دارد.